# Carassio occhi a bolla d'acqua

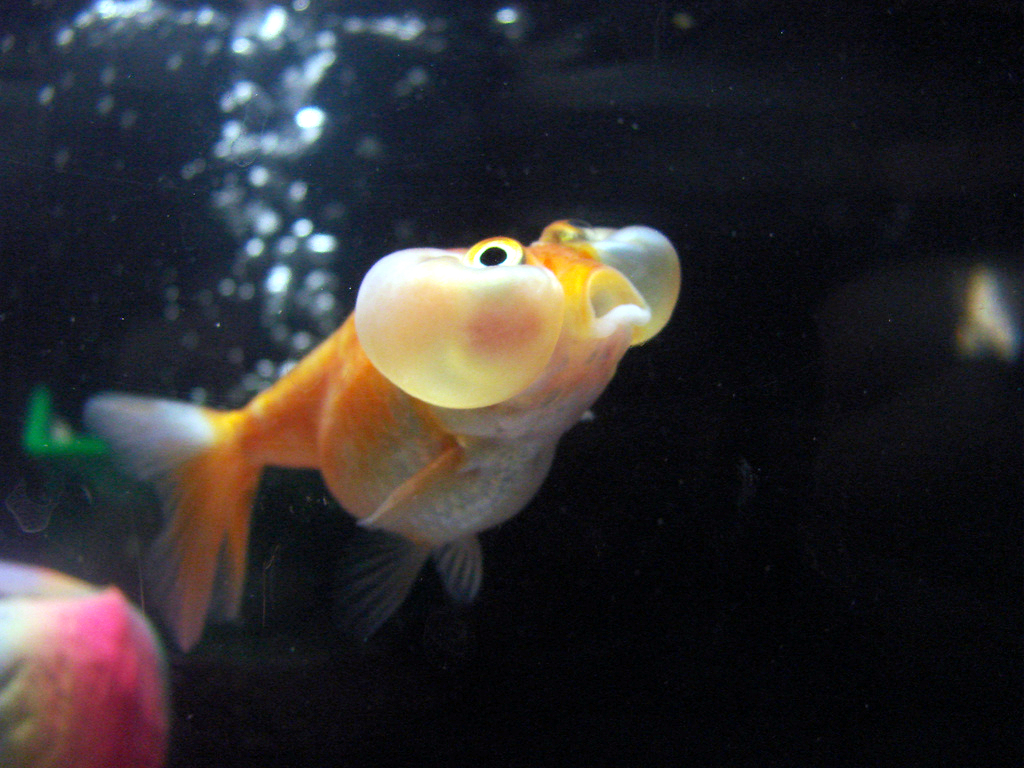

Il Bubble eye o Carassio Occhi a Bolla d'Acqua è una varietà di pesce rosso, caratterizzata da occhi rivolti verso l'alto e da due "sacche" che si trovano sotto gli occhi che contengono liquidi (da cui prende il nome)

## Curiosità
- Quando il bubble eye è un giovane avannotto non ha le sacche che iniziano a comparire tre mesi dopo la schiusa.
- Come il Ranchu, il bubble eye è sprovvisto di una pinna dorsale e ha una doppia coda.
- Il bubble eye raggiunge la lunghezza di 3-4 pollici.

## Luogo
Il bubble eye è originario della Cina.